# D-Day (álbum)
D-Day (estilizado em letras maiúsculas) é o álbum de estreia do rapper sul-coreano Agust D, mais conhecido como Suga da boy band BTS. Foi lançado em 21 de abril de 2023, pela Big Hit Music, configurando-se como a terceira parcela de uma trilogia de obras que inclui as mixtapes Agust D (2016) e D-2 (2020). Composto por 10 faixas, o álbum apresenta participações do co-membro do BTS, J-Hope, IU, Ryuichi Sakamoto e Woosung do The Rose. Dois singles foram lançados na promoção do projeto: "People Pt. 2", com IU, em 7 de abril, e "Haegeum", que estreou junto com o álbum. Os videoclipes acompanharam os dois singles, além de um terceiro videoclipe para a faixa "Amygdala", lançado em 24 de abril.

## Música e letras

### Tema e composição
Constituído por "comentários sociais instigantes e reflexões pessoais", Agust D aborda temas de libertação—"de sentir uma certa maneira...de deixar o passado e o futuro...nos controlar"—e liberdade em D-Day. Ele rumina sobre o significado de ambos, sejam eles "uma bênção ou uma maldição", e "encoraja os ouvintes a se concentrarem em se concentrar em si mesmos, em vez de olhar para o passado com arrependimentos ou para o futuro com medo". Musicalmente, o álbum apresenta uma gama diversificada de sons e gêneros, incluindo boom bap, "efeitos de auto-tune", rock alternativo e uma amostra de piano do compositor japonês Ryuichi Sakamoto.

### Canções
A faixa de abertura, "D-Day", apresenta "instrumentais de guitarra distorcidos" que "se acumulam por alguns segundos antes de se lançarem direto em um intenso fluxo de trap". O rapper expressa "um turbilhão de pensamentos" que incluem "não querer ser amarrado ao seu passado".
A próxima faixa é "Haegeum", o segundo single do álbum. Tem semelhanças com o single principal de D-2, "Daechwita", incluindo o uso de um violino de duas cordas tradicional sul-coreano chamado haegeum em sua instrumentação. A faixa é uma música de hip hop pesado cujo título é um jogo de palavras que faz referência tanto ao instrumento quanto a uma interpretação de libertação específica da música - "para defender a liberdade em uma realidade construída sobre expectativas e restrições não ditas da sociedade que ecoam na cultura online de hoje". Em coreano, Agust D pede aos ouvintes que questionem sua própria libertação e o papel que desempenham na dos outros, defendendo "acabar com 'o absurdo' que se espalha online" e realidade. A terceira faixa "Huh ?!" é uma colaboração com o co-membro de BTS, J-Hope, que traz alguns dos assuntos de "Haeguem". Construído sobre uma "base de perfuração sombria", Agust D denuncia a disseminação de equívocos e desinformação online e na mídia, particularmente sobre si mesmo, raivosamente fazendo rap.
O rapper mostra suas habilidades vocais na quarta faixa, "Amygdala", uma música "carregada de guitarra e rica em harmonia", cuja letra relembra vários momentos dolorosos de sua vida, como a cirurgia cardíaca de sua mãe, uma visita ao hospital após seu nascimento, uma acidente durante sua adolescência que resultou em uma lesão no ombro, e o diagnóstico final de seu pai com câncer de fígado. Camadas de auto-tune sobre os "riffs de rock obscuros e batidas cortantes" da faixa aumentam "as rachaduras da emoção", sugerindo que seu trauma levou "a um renascimento mais resiliente" e enfatizando o "fio de ligação" subjacente do álbum, a "ideia de avançar nos momentos difíceis". "Amygdala" serve como um "ponto de transição" no álbum, seguido por faixas mais suaves.

## Recepção da crítica
| Críticas profissionais | Críticas profissionais |
| Pontuações agregadas   | Pontuações agregadas   |
| Fonte                  | Avaliação              |
| ---------------------- | ---------------------- |
| Metacritic             | 89/100                 |
| Avaliações da crítica  |                        |
| Fonte                  | Avaliação              |
| Consequence            | 91/100                 |
| NME                    | [ 11 ]                 |
| Rolling Stone          | 80/100                 |
| AllMusic               | [ 13 ]                 |

Rhian Daly da NME deu ao álbum uma classificação de cinco estrelas, descrevendo-o como "rico e variado" e "inimitavelmente Suga - ou Agust D", com o rapper provando ser "uma força imparável e instigante". Observando a mudança da raiva e "aquelas velhas emoções farpadas" em muitos dos trabalhos solo anteriores do rapper, Daly escreveu que em D-Day, Agust D "[se libertou] e assumiu totalmente o papel de um sábio comentarista social e - às vezes - protetor... encerrando sua trilogia no auge da forma." Ela escolheu "Amygdala" como a faixa de destaque do álbum, particularmente por seu tema "de partir o coração" e pela forma como o rapper abordou seu passado doloroso. Como Daly, Mary Siroky da Consequence também nomeou "Amygdala" como um dos destaques do álbum, ao lado de "Snooze" e "Haegeum", chamando-o de "verdadeiramente um dos melhores trabalhos de Suga e certamente seu melhor trabalho de uma perspectiva vocal". Por outro lado, ela sentiu que "SDL" e "People Pt.2" eram "partes menos memoráveis do álbum" que "não se fixam tanto quanto outras no grande esquema do álbum". Siroky opinou que "a clareza que [Suga] tem quando se trata de sua arte", derivada de anos aprimorando suas habilidades como artista e músico, foi o que levou o "álbum de bom a ótimo" e mesmo para não coreanos ouvintes falantes, sonoramente, "a história que ele se propõe a contar acaba sendo linear e coesa, notavelmente". Siroky concluiu que, embora o tempo de Agust D tenha aparentemente chegado ao fim no contexto da trilogia, o álbum serviu "como o tipo de adeus que o personagem merece" e "é um corpo de trabalho ao qual as pessoas recorrerão nos próximos anos".

## Desempenho comercial
De acordo com a tabela da Hanteo, D-Day vendeu 1.072.311 cópias mundialmente em seu primeiro dia, superando o recorde anterior do co-membro do BTS, Jimin, que vendeu 1.021.532 cópias de seu álbum de estreia, Face, no seu dia de lançamento em março. Agust D tornou-se o segundo solista coreano na história da Hanteo, depois de Jimin, a vender mais de um milhão de cópias no primeiro dia.
No Japão, o álbum estreou no topo da parada diária de álbuns da Oricon, com 111.621 cópias vendidas em 21 de abril de 2023. Oito das faixas do álbum estrearam no top 20 da tabela diária de canções digital: "Haegeum" na terceira posição; "Snooze" na 13ª posição; "Huh?!" na 14ª posição; "D-Day" na 15ª posição; "Life Goes On" na 17ª posição; "Amygdala" na 18ª posição; "SDL" na 19ª posição; e "Polar Night" na 20ª posição.
Nos Estados Unidos, D-Day estreou na segunda posição da Billboard 200 com 140.000 unidades vendidas, incluindo 122.000 unidades puras (sendo 90% delas advindas das vendas no formato CD). Foi o primeiro álbum de Agust D a alcançar o top 10 nos Estados Unidos.
Em suas primeiras 24 horas, D-Day acumulou 21.4 milhões de streams no Spotify, tornando-se a segunda maior estreia de um álbum de solista coreano na história da plataforma, atrás apenas de Indigo (2022) de RM. Em sua primeira semana, o álbum acumulou mais de 90.37 milhões e streams na plataforma.

## Lista de faixas
| N.º            | Título                                                         | Compositor(es)                                                       | Produtor(es)       | Duração |  |
| 1.             | "D-Day"                                                        | Agust D Vincent "Invincible" Watson 2Live                            | Watson 2Live       | 3:31    |  |
| 2.             | "Haegeum" (해금)                                               | Agust D                                                              | Agust D            | 2:48    |  |
| 3.             | "Huh?!" (com part. de J-Hope)                                  | Agust D El Capitxn J-Hope                                            | Agust D El Capitxn | 3:03    |  |
| 4.             | "Amygdala"                                                     | Agust D El Capitxn                                                   | El Capitxn         | 4:11    |  |
| 5.             | "SDL"                                                          | Agust D El Capitxn                                                   | Agust D El Capitxn | 2:51    |  |
| 6.             | "People Pt. 2" (com part. de IU)                               | Agust D El Capitxn                                                   | El Capitxn         | 3:33    |  |
| 7.             | "Polar Night" (극야\|)                                         | Agust D El Capitxn Kang Seung-won                                    | Agust D El Capitxn | 2:45    |  |
| 8.             | "Interlude: Dawn"                                              | Agust D El Capitxn                                                   | Agust D El Capitxn | 1:45    |  |
| 9.             | "Snooze" (com part. de Ryuichi Sakamoto e Woosung do The Rose) | Agust D El Capitxn Sakamoto Woosung                                  | El Capitxn         | 4:24    |  |
| 10.            | "Life Goes On"                                                 | Agust D El Capitxn Pdogg RM Blvsh Chris James Antonina Armato J-Hope | El Capitxn         | 3:17    |  |
| Duração total: | Duração total:                                                 | Duração total:                                                       | Duração total:     | 31:00   |  |

Notas
- Os títulos das faixas "Huh?!" e "Amygdala" são estilizados em letras maiúsculas.
- "Life Goes On" contém sample da canção de mesmo nome de BTS, presente no álbum Be (2020).

## Tabelas musicais

### Tabelas semanais
| Tabela musical (2023)                       | Melhor posição |
| ------------------------------------------- | -------------- |
| Alemanha (Offizielle Top 100)               | 3              |
| Austrália (ARIA)                            | 4              |
| Áustria (Ö3 Austria)                        | 2              |
| Bélgica (Ultratop Flanders)                 | 8              |
| Bélgica (Ultratop Wallonia)                 | 1              |
| Canadá (Billboard)                          | 9              |
| Coreia do Sul (Circle)                      | 1              |
| Dinamarca (Hitlisten)                       | 22             |
| Espanha (PROMUSICAE)                        | 6              |
| Estados Unidos (Billboard 200)              | 2              |
| Estados Unidos - Top Rap Albums (Billboard) | 1              |
| Estados Unidos - World Albums (Billboard)   | 1              |
| Finlândia (Suomen virallinen lista)         | 13             |
| França (SNEP)                               | 1              |
| Hungria (MAHASZ)                            | 7              |
| Irlanda (IRMA)                              | 72             |
| Itália (FIMI)                               | 7              |
| Japão (Oricon)                              | 2              |
| Japão - Combined Albums (Oricon)            | 2              |
| Japão - Hot Albums (Billboard Japan)        | 2              |
| Lituânia (AGATA)                            | 3              |
| Nova Zelândia (RMNZ)                        | 7              |
| Países Baixos (Album Top 100)               | 16             |
| Polónia (ZPAV)                              | 1              |
| Reino Unido - UK Albums (OCC)               | 41             |
| Reino Unido - UK R&B Albums (OCC)           | 2              |
| Suécia (Sverigetopplistan)                  | 55             |
| Suíça (Schweizer Hitparade)                 | 2              |